# Zbigniew Girzyński

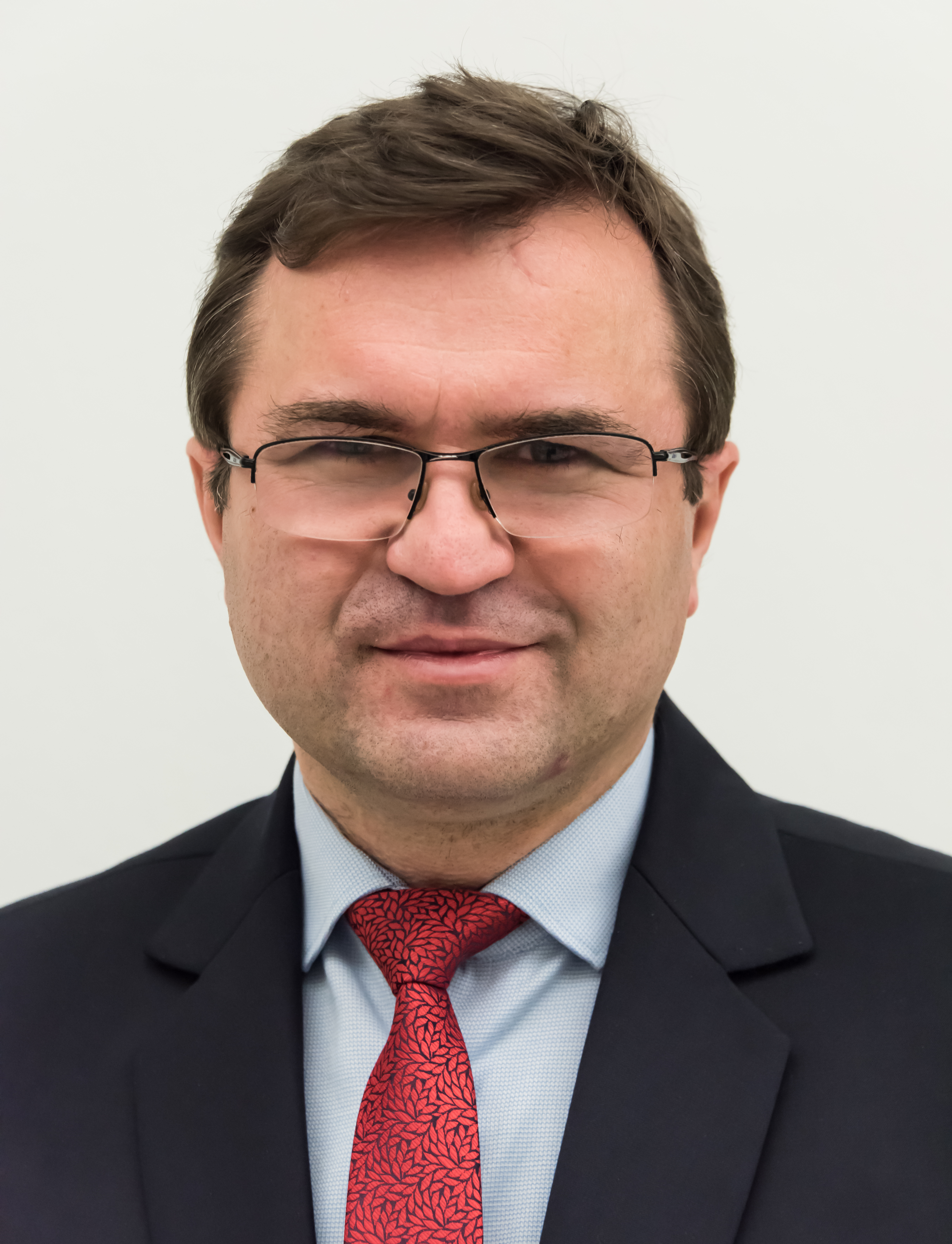
Zbigniew Girzyński (2020)

Zbigniew Girzyński (* 17. März 1973 in Sierpc) ist ein polnischer Historiker und Politiker (ROP, PiS). Er war von 2005 bis 2015 und von 2019 bis 2023 Abgeordneter des Sejm in der V., VI., VII. und IX. Wahlperiode.

## Leben und Beruf
1992 bestand er das Abitur am Geistigen Seminar der Diözese in Płock. In den Jahren 1992 bis 1997 studierte er Geschichte und von 1997 bis 2001 promovierte er an der Nikolaus-Kopernikus-Universität Toruń. Er ist verheiratet und hat einen Sohn.

### Wissenschaftliche Tätigkeit
2001 verteidigte er seine Doktorarbeit zum Thema des polnisch-französischen Verhältnisses in den Jahren 1945 bis 1950 und begann seine Arbeit als Dozent im Institut für Geschichte und Archivwesen der Mikołaj-Kopernik-Universität und an der Hochschule für Gesellschafts- und Wirtschaftswissenschaften in Włocławek. Er ist Autor einiger Artikel und dreier Monographien über historische Themen. 2002 wurde ihm ein Stipendium der Polonia Aid Foundation Trust verliehen. Er beschäftigt sich mit der Geschichte des 20. Jahrhunderts mit dem Schwerpunkt der polnischen Außenpolitik, Auslands-Polonia und der politisch motivierten Emigration nach 1945. Er ist Mitglied der Polnischen Gesellschaft für Geschichtswissenschaften sowie der Włocławer Wissenschaftlichen Gesellschaft.

### Gesellschaftliche und journalistische Tätigkeit
Während der Grundschul- und Gymnasialzeit war er Ministrant und engagiert in der „Bewegung Lebenslicht“ (Ruch Światło-Życie) und dem „Kreuzzug für die Befreiung des Menschen“ (Krucjata Wyzwolenia Człowieka). Während seines Studiums engagierte er sich in der akademischen Seelsorge, zuerst für die Redemptoristen, danach für die Jesuiten.
Er war auch als Journalist tätig, in den Jahren 1993 bis 1995 als Mitarbeiter des nationalkonservativ-katholischen Senders Radio Maryja. Von 2000 bis 2002 war er Vertreter des Chefredakteurs und danach selbst Chefredakteur und Feuilletonist des Toruńer Monatsblatts „PULS“. Er ist Mitglied der Vereinigung der Polnischen Journalisten. 2007 wurde er Präsident des Sportvereins Pomorzanin Toruń.

## Politik
Girzyński gehörte zu der Gruppe, die in den 90er Jahren den Unabhängigen Studentenverband (NZS) an der Nikolaus-Kopernikus-Universität Toruń wieder gegründet hat, in den Jahren 1996 und 1997 war er Stellvertretender Vorsitzender der Hochschulkommission der NZS an dieser Universität.
In den Jahren 1996 bis 2001 war er Mitglied des Ruch Odbudowy Polski (ROP). Er war unter anderem Pressesprecher der Jugendvereinigung des ROP und Mitglied des Vorstandes der ROP. Bei den Selbstverwaltunggswahlen 1998 kandidierte er auf der Liste „Chrześcijańska Prawica“, an der sich die ROP beteiligt hatte, erfolglos für den Stadtrat von Toruń. 2001 trat er der Prawo i Sprawiedliwość (PiS) bei. Von 2002 bis 2003 war er Vorsitzender der PiS in der Woiwodschaft Kujawien-Pommern und in den Jahren 2003 sowie 2004 war er Stellvertretender Vorsitzender der PiS in dieser Woiwodschaft. Seit 2002 ist er Mitglied des Politischen Rats der PiS. Bei den Selbstverwaltungswahlen 2002 bewarb er sich erfolglos für die PiS um ein Mandat im Sejmik der Woiwodschaft Kujawien-Pommern. Bei der Europawahl 2004 kandidierte er ebenfalls erfolglos für die PiS.
Bei den Parlamentswahlen 2005 wurde er über die Liste der PiS für den Wahlkreis Toruń in den Sejm gewählt. In der V. Wahlperiode war er Sekretär der Fraktion der PiS und Stellvertretender Vorsitzender der Kommission für Erziehung, Wissenschaft und Jugend, sowie Mitglied der Kommission für Auswärtige Angelegenheiten und der Polnischen Delegation zur Parlamentarischen Versammlung des Europarates. Vom 10. März 2006 bis zum 12. Januar 2007 gehörte er der Außerordentlichen Kommission zur Gesetzesinitiative hinsichtlich des Instytut Pamięci Narodowej (IPN) an. Bei den Parlamentswahlen 2007 wurde er mit 22.159 Stimmen erneut in den Sejm gewählt. Er war Mitglied der Sejm-Kommission für Auswärtige Angelegenheiten. Auch 2011 wurde er für die PiS wiedergewählt. Im Dezember 2014 trat er aus der PiS und ihrer Fraktion aus. Daraufhin kandidierte er als unabhängiger Kandidat 2015 erfolglos zum Senat der Rrepublik Polen. Später kehrte er in die PiS zurück und kandidierte bei der Europawahl 2019 erfolglos für sie. Hingegen wurde er bei der Parlamentswahl 2019 wieder in den Sejm gewählt. Im Juni 2021 verließ er die PiS-Fraktion erneut und gründete gemeinsam mit Arkadiusz Czartoryski und Małgorzata Janowska die parlamentarische Gruppe Wybór Polska, deren Sekretär er wurde. Später wechselte er zur Polskie Sprawy. Trotzdem kandidierte er bei der Parlamentswahl 2023 wieder für die PiS, wurde aber als Parteiloser nicht erneut in den Sejm gewählt.

## Ehrungen
Girzyński wurde 2010 mit dem Orden Komandoria Missio Reconciliationis ausgezeichnet.